# Алфонс Муха
Алфонс Марија Муха (чеш. Alfons Maria Mucha, Alphonse Mucha; 24. јул 1860 — 14. јул 1939) био је чешки сликар и дизајнер. Муха је вероватно најзначајнији уметник покрета Арт Нуво (Art Nouveau).

## Биографија
Рођен је у месту Иванчице у Моравској, у близини града Брна. Као дете певао је у црквеном хору и ту га је привукла црквена уметност. Одлучио је да постане сликар, иако је отац намеравао да га усмери ка каријери чиновника.
Студирао је сликарство у Минхену (1885—1887), а онда се преселио у Париз и наставио студије на Академији Жулиан. За време боравка у Паризу, 1894, израдио је постер - литографију, као рекламу за Сару Бернар. Овај раскошни стилизовани постер му је донео славу и многе наруџбине. На Светској изложби у Паризу 1900, Муха је дизајнирао павиљон Босне и Херцеговине. Од 1906-1910 боравио је у САД, одакле се вратио да живи у Прагу.
На почетку Другог светског рата, ухапсили су га и испитивали немачки окупатори. Умро је неколико дана после тога, 14. јула 1939.

## Карактеристика дела
Алфонс Муха је израдио мноштво слика, постера, реклама, илустрација, дизајна накита и позоришних сценографија. Његови радови су постали синоним за уметнички покрет „Арт Нуво“. Покрет је тежио да уклопи уметност у свакодневни живот и тако негира елитистичку природу уметности. Најтраженији призори у његовим делима биле су младе девојке раскошне косе, у лепршавим неокласичним хаљинама, често окружене цвећем и другим декорацијама. Сам уметник је чезнуо да његова уметност буде изнад обичног постера или илустрације, сматрајући да је уметност начин за изражавање узвишених идеја и духовности. Стога му велики комерцијални успех није годио.
Осамнаест година је радио на свом делу Словенска Епопеја (чеш. Slovanská epopej), што је била серија од 20 великих слика - описа словенске историје. Једна од слика представља призор из српске историје: „Крунисање цара Душана“. О изради овакве серије маштао је од детињства.
Алфонс Муха је био и изванредан фотограф и за своје слике је користио и фотографије па тако и композиције његових фотографија личе на композиције из његових славних слика.

## Избор из дела
- позоришни плакат Гисмонда (1894 – 1895),
- позоришни плакат Дама са Камелијама ("La Dame aux Camelias") (1896),
- позоришни плакат Лорензацио (1896)
- календар у боји "Biscuits Lefevre-Utile" (око1897)
- позоришни плакат Медеа ("Medee") (1898)
- позоришни плакат Самарићанка ("La Samaritaine")
- позоришни плакат Тоска ("La Tosca") (1899)
- позоришни плакат Хамлет ("Tragique Histoire d'Hamlet - Prince de Danemark") (1899)
- плакат – La Plume (око1896)
- предлог ентеријера"Приматорског салона“ у општини Праг
- предлог златаре Фуке за Жоржа Фукеа у Паризу
- предлог павиљона Босне и Херцеговине у Паризу 1900. године
- предлог за витраж на прозору катедрале Св. Вита у Прагу (1931)
- великоформатне слике „Словенска епопеја“